# Open House (muziekgroep)
Open House is een Amerikaanse groep die in 1992 door de befaamde Ierse violist Kevin Burke werd opgericht. Zijn medespelers zijn Paul Kotapish met gitaar, mandoline en cither, Mark Graham, zang, harmonica en klarinet en Sandy Silva is de drummer met haar rhytmisch geluid gevend voetenwerk. Zij brengen traditionele Ierse en Amerikaanse muziek terwijl ook muziek uit Oost Europese hoek hun niet vreemd is. 

## Discografie
- Open House (Green Linnet, 1992)
- Second Story (Open House) (Green Linnet, 1994)
- Hoof and Mouth (Open House) (Green Linnet, 1997)